# Китсилано
Китсилано (англ. Kitsilano Beach) — один из наиболее популярных пляжей канадского города Ванкувера.
Расположен в северной части городского района Китсилано, омывается водами залива Беррад. На территории пляжа находится самый длинный в Канаде плавательный бассейн, длиной в 137 метров. Он заполняется морской водой и доступен для посещения с середины мая по середину сентября.
Также в черте пляжа расположены площадки для баскетбола и пляжного волейбола, детские игровые площадки. В непосредственной близости имеются оборудованные теннисные корты. На пляже в достаточном количестве оборудованы туалеты и кабинки для переодевания, дежурят водные спасатели.